# ناحیه سونتو، شیزوئوکا

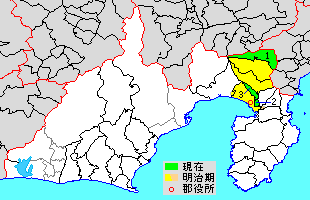
ناحیه سونتو، شیزوئوکا

ناحیه سونتو، شیزوئوکا (به ژاپنی: 駿東郡, Suntō-gun)، یکی از شهرستان‌های ژاپن در استان شیزوئوکا در ژاپن است.